# Bezant (heraldiek)

Standaard van de Hertog van Cornwall met "bezanten or, geplaatst 5, 4, 3, 2 en 1"

Een bezant of munt is een figuur op een wapenschild.
Een bezant heeft de vorm van een kleine gouden of zilveren cirkel en stelt een penning voor. De naam is afkomstig van Byzantium, het tegenwoordige Istanboel, waar deze penningen of munten oorspronkelijk werden geslagen. Bezanten moeten niet worden verward met koeken. Een koek is in de heraldiek een gekleurd schijfje. Bezanten hebben over het algemeen geen stempel. Als zij wel gestempeld zijn, moet dat ook worden vermeld in de wapenbeschrijving, zoals bij het wapen van Noordoostpolder het geval is.

## Trivia
In de film On Her Majesty's Secret Service uit 1969 blijkt dat James Bond een wapen met drie bezanten heeft. Hij zegt zelf dat hij er vier heeft.
adelaar · Agnus Dei · alliantiewapen · andreaskruis · ankerkruis · armoriaal · baldakijn · barensteel · bezant · Bourgondisch kruis · brisure · cartouche · centaur · cordelière · dekkleed · dorpsvlag · dorpswapen· drieberg · dubbelkoppige adelaar · dwarsbalk · fleur de lis · fleuron · Friese adelaar · gaande leeuw · gecarteleerd · Gelderse leeuw · gepaald · gravenkroon · groot wapen · griffioen · hartschild · helmkroon · helmteken · heraldische kleur · herautstuk · hermelijn · hoed · Hollandse tuin · huismerk · Jeruzalemkruis · karbonkel · keizerskroon · keper · koek · kromstaf · kroon · krukkenkruis · kwartier · kwartileren · kwartierzoom · leeuw · markiezenkroon · merlet · molenijzer · motto · muurkroon · nassaublauw · natuurlijke kleur · Nederlandse leeuw · Nederlandse Maagd · ombrellino · ordeketen · palen · pentagram · pijlenbundel · raadselwapen · raaf · respectant · riddertoernooi · rijksbanier · rijkskleuren · rijksstandaard · rijkswapen · roos · Rudolfinische keizerskroon · Saksenros · Saladins Adelaar · scharlakenrood · schildhoofd · schildhouder · schildvoet · schildzoom · schoof · schuinbalk · schuinstreep sinister · sinister · sleutels van Petrus · socialistische heraldiek · sprekend wapen · stadskleuren · standaard · stedenmaagd · ster · tinctuur · vair · vermeerdering · vlag · vorstenhoed · vrijheidshoed · vrijkwartier · vrouwenwapen · wapen · wapenbelasting · Wapenboek Beyeren · Wapenboek Gelre · wapenbord · wapendiploma · wapendier · wapenkast · wapenkoning · wapenmantel · wapenrecht · wapenrol · wapenstier · wapentent · wassende en afnemende maan · Waterlandse zwaan · Westfriese boomwapens · wildeman · wolfsangel · wrong